# Tajdzu (dinastija Džin)
Tajdzu (kitajsko 旻, pinjin Mín) z osebnim imenom Aguda je bil ustanovitelj in prvi cesar kitajske džurčenske dinastije Džin, * 1. avgust 1068, † 19. september 1123. 
Aguda je bil sprva poglavar plemena Vanjan, najvplivnejšega med džurčenskimi plemeni. Džurčeni so bili podaniki kitajske kitanske dinastije Ljao. Leta 1114 je pod svojo oblastjo združil džurčenska plemena in se uprl dinastiji Ljao. Leto kasneje se je razglasil za cesarja in ustanovil dinastijo Džin. Do njegove smrti je dinastija Džin osvojila večino ozemelj dinastije Ljao in postala velika sila na severu Kitajske. Leta 1145 ga je njegov potomec in naslednik cesar Šidzong  posmrtno počastil s tempeljskim imenom Tajdzu. 

## Življenje
Aguda je bil osma generacija potomcev Hanpuja, velikega prednika klana Vanjan. Njegov oče Helibo je bil poglavar klana Vanjan, mati pa hči poglavarja plemena Nalan. Rodil se je leta 1068 blizu reka Aši v sedanji provinci Hejlongjdžjang. V svojem klanu je slovel po pogumu in pod poveljstvom dinastije Ljao sodeloval v številnih akcijah proti rivalskim džurčenskim plemenom. Na vrhuncu vsesplošne lakote je Aguda leta 1109 pomagal svojemu očetu sprejemati lačne bojevnike iz drugih džurčenskih plemen, da bi okrepil svoje pleme. Kasneje se je bojeval proti drugim džurčenskim plemenom  in jih uspel združiti pod vodstvom klana Vanjan. 
Leta 1113 je nasledil svojega starejšega brata Vujašuja kot poglavar plemena. Tako kot vsi Džurčeni je tudi on sovražil izkoriščanje njegovega plemena s strani pokvarjenih uradnikov dinastije Ljao. Ko je bil cesar Ljaa Tjandzuo leta 1112 na ribiški ekspedicij na ozemlju Džurčenov, je ukazal vsem poglavarjem, naj zaplešejo njemu v čast. Aguda je po ekspediciji med Džurčeni zaslovel kot edini, ki je kljuboval cesarjevemu ukazu.
V začetku leta 1114 je Aguda poslal na ozemlje Ljaa svoje vohune in se pripravljal na upor proti kitanskemu režimu, ki ga je imel za dekadentnega. Njegova glavna svetovalca sta bila Vanjan Dzongan in Vanjan Šijin. 6 septembra 1114 je pri Ljušuju zbral pripadnike svojega plemena, skupaj okoli 2500 mož, in se odkrito uprl dinastiji Ljao. Njegova konjenica je zavzela Ningdžjangdžov, današnji Fuju v provinci Džilin, in  novembra v bitki pri Čuhendjanu premagala 7000-glavo vojsko Ljaa. Januarja 1115 se je Aguda po vrsti vojaških uspehov razglasil za cesarja, ustanovil dinastijo Džin in prevzel vladarsko ime Šovguo. Avgusta je njegova vojska osvojila prefekturo Huanglong in s samo 20.000 konjeniki v bitki pri Hubudagangu premagala 700.000 vojakov dinastija Ljao. Aguda je do konca leta 1116 je osvojil celoten polotok Liaodong. V letih 1119 do 1122 je njegova vojska dokončno premagala sile Ljaa in zavzela vseh pet prestolnic dinastije Ljao. 
Ker je bila dinastija Džin sovražnica dinastije Ljao, jo je dinastija Severni Song pod vodstvom Kitajcev Hanov imela za svojo naravno zaveznico. Leta 1117 je dinastija Song poslala k dinastiji Džin svoje odposlance, ki naj bi tam kupili konje. Med letoma 1117 in 1123 je Džurčene obiskalo sedem delegacij Songa, v prestolnico Songa Bjangdžing, današnji Kajfeng, pa je odšlo šest delegacij Džina. Leta 1115 in 1123 sta se dinastiji Džin in Song pogajali in izoblikovali zavezništvo na morju proti dinastiji Ljao. Dinastija Song naj bi napadla dinastijo Ljao z juga, dinastija Džin pa naj bi ji v zameno prepustila  šestnajst prefektur dinastije Ljao. 
Med vojno proti dinastiji Ljao si je Aguda vzel čas tudi za vzpostavitev novega fevdalnega vladnega sistema, ki je temeljil na plemenskih običajih Džurčenov, in organiziral kolektivno nacionalno kmetijstvo. Svojemu kanclerju Vanjanu Šijinu je ukazal, naj razvije džurčensko pisavo, primerno za džurčenski jezik. 
Aguda je umrl avgusta 1123, star 56 let, samo nekaj mesecev potem, ko sta dinastiji Džin in Song podpisali sporazum, s katerim sta se priznali za enakovredni. Song se je obvezal Džinu plačevati letni davek v višini 200.000 taelov srebra in 300.000 zvitkov svile. Aguda je bila pokopan v mavzoleju Rui  Ling v Dafangšanu v današnjem Pekingu.
Nasledil ga je njegov mlajši brat Vučimaj kot cesar Tajdzong. Vučimaj je nadaljeval kampanjo proti dinastiji Ljao in leta 1125 ujel cesarja Ljaa Tjandzuoja,  s čimer se je dinastija Ljao končala. Dinastija Džin je kmalu po osvojitvi dinastije Ljao začela vojno proti Severnemu Songu.  